# Lexicograaf (beroep)
Een lexicograaf of woordenboekmaker houdt zich professioneel bezig met het opstellen van woordenboeken ofwel lexicografie.

## Geschiedenis
In het Nederlandse taalgebied wordt de Vlaming Cornelius Kiliaan als de grondlegger van de Nederlandse lexicografie beschouwd. In 1574 bracht hij het eerste Nederlandse verklarende woordenboek uit, het Dictionarium Teutonico-Latinum dat hij later tot het Etymologicum teutonicae linguae omdoopte. In 1588 en 1599 bracht hij een tweede en derde editie van zijn woordenboek uit, dat de grondslag zou vormen voor alle Nederlandse woordenboeken.
Tot diep in de jaren 80 van de vorige eeuw stelde een lexicograaf een woordenboek op met de informatie die hij via informanten kreeg. Ook leverden die informanten vaak zelf verzonnen zinnetjes. De lexicograaf verzamelde al die woorden dan en sorteerde ze. Vanaf 1987 kwam daar verandering in met het Engelse Collins Cobuild woordenboek. Voor dat woordenboek baseerden de lexicografen zich niet op de informatie van informanten, maar op een elektronisch corpus van duizenden Engelse teksten. Het corpus liet toe om een woord in zijn meest natuurlijke context in een tekst te vinden en evenals representatieve voorbeelden voor een lemma. De corpusmethode is tegenwoordig de gangbaarste manier om een woordenboek op te stellen.

## Beroepspraktijk

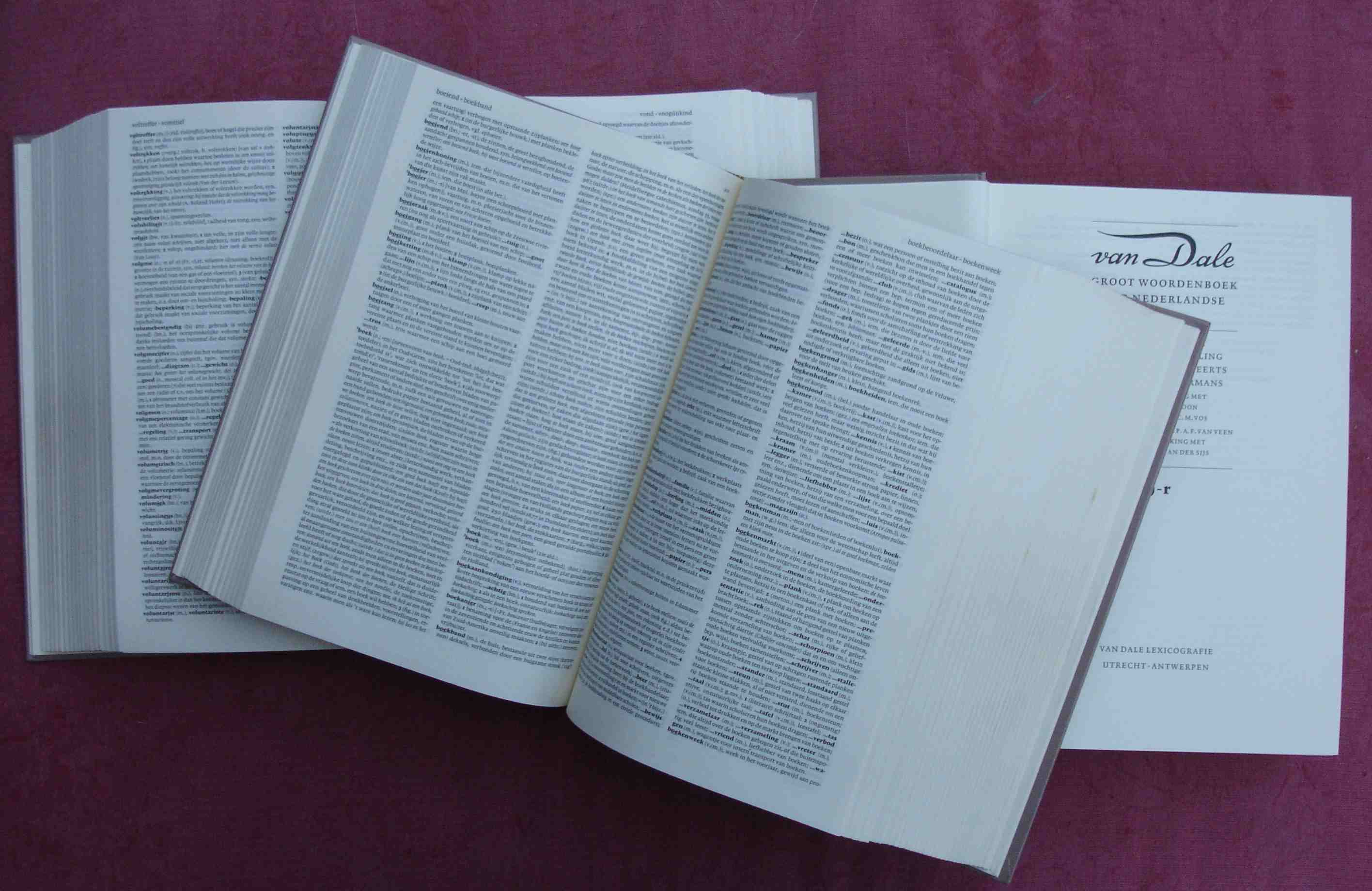
Het woordenboek, hier de Van Dale: het eindresultaat van het werk van een lexicograaf

Een lexicograaf heeft meestal een taalkundige opleiding genoten en heeft daarnaast ook een goede kennis van corpuslinguïstiek. Om een woordenboek op te stellen, heeft de lexicograaf eerst een corpus nodig, dat representatief moet zijn voor de taal van de periode die het woordenboek omvat. De lexicograaf moet er bij een hedendaags woordenboek ook voor zorgen dat zijn selectie uit een evenwichtige verhouding van alle talige media bestaat, dus kranten, literatuur, vaktijdschriften. Taal verandert voortdurend, dus een nieuw woordenboek kan vrij snel verouderen. De lexicograaf moet er dus altijd op letten dat er bijvoorbeeld voor bepaalde woorden geen nieuwe betekenissen bij komen, die hij in een nieuwe editie moet opnemen.
Ook moet een lexicograaf  nakijken of de grammatica in de ingangen zelf niet verouderd is. Zo stonden er in de eerste uitgaves van Van Dale nog zeer lang genitiefuitdrukkingen in voorbeeldzinnen, terwijl die in het gesproken Nederlands al lang vervangen zijn door de omschrijvende vorm van de. Die vormen zijn pas in recentere uitgaves van Van Dale gewijzigd.
Als een taal pluricentrisch is of in meerdere landen gesproken wordt, moet een lexicograaf ook rekening houden met de lokale woorden en specifieke grammatica- en spellingsvormen uit andere landen. Zo zal een Engelse lexicograaf naast de Brits-Engelse variant ook Amerikaanse varianten in het woordenboek opnemen. In het Nederlandse taalgebied zal een lexicograaf rekening houden met de verschillende woorden die in Nederland en Vlaanderen gangbaar zijn, hoewel het lang de gewoonte was om de Nederlandse variant als enige juiste variant te beschouwen. Daardoor kregen Vlaamse woorden wel het label Belgisch-Nederlands, maar typisch Nederlandse woorden kregen pas een label in recentere edities van Van Dale.

## Bekende lexicografen uit het Nederlandse taalgebied
- Cornelis Kiliaan (1529-1607): een van de eerste lexicografen. Opsteller van het Dictionarium Teutonico-Latinum.
- Matthias de Vries
- Lambert Allard te Winkel
- Johan Hendrik Van Dale (1828-1872): opsteller van het Van Dale Groot woordenboek van de Nederlandse taal
- Rika Ghijsen (1884-1976): samensteller van het Woordenboek der Zeeuwse Dialecten
- Jozef Verschueren (1889-1965): opsteller van het Verschueren Modern Woordenboek, taalkundig encyclopedisch geïllustreerd.
- Ruud Hendrickx (1964): Vlaamse hoofdredacteur van Van Dale.